# Capcom
Capcom Co., Ltd. (株式会社カプコン?, Kabushiki-gaisha Kapukon), acronimo di Capsule Computers (precedentemente nota come Japan Capsule Computers o detto semplicemente Capcom), è un'azienda giapponese che produce e pubblica videogiochi con sede a Chūō-ku, Osaka. Fondata da Kenzo Tsujimoto nel 1979 ha generato una moltitudine di serie di media franchise con milioni di copie vendute in tutto il mondo.
Ai Metacritic's 11th Annual Game Publisher, Capcom si classifica come terza compagnia di pubblicazione videogiochi dell'anno 2021.

## Storia
A Marzo 2024 Capcom ha annunciato un incremento degli stipendi di partenza dei suoi dipendenti in Giappone pari a oltre il 25% di quelli attuali.

## Prodotti famosi
Tra i videogiochi creati dalla casa di Osaka i più noti sono Street Fighter (celeberrimo picchiaduro bidimensionale che ha avuto parecchi seguiti e anche una trasposizione cinematografica con Jean-Claude Van Damme, Kylie Minogue e Raúl Juliá), Final Fight, Devil May Cry, Dino Crisis, Resident Evil (altro famosissimo videogioco che ha dato origine a un media franchise e ha ispirato l'omonima serie di film con Milla Jovovich), Monster Hunter, Dead Rising.
Altrettanto noti sono Mega Man, la serie di Ace Attorney (da cui è stata tratta un'altra trasposizione cinematografica), Ghosts 'n Goblins, Ghouls 'n Ghosts, Captain Commando, la serie di Darkstalkers, la serie di Strider e la serie di Viewtiful Joe.
Capcom ha anche prodotto cinque capitoli minori della saga di The Legend of Zelda.

## Struttura dell'azienda

### Filiali e succursali
- Capcom U.S.A., Inc.
- Captron Co., Ltd.
- Capcom Asia Co., Ltd.
- Capcom Entertainment, Inc.
- CE Europe Ltd.
- CEG Interactive Entertainment GmbH
- Capcom Interactive Canada, Inc.
- Capcom Interactive, Inc.
- Daletto Co., Ltd.
- Capcom Entertainment Korea Co., Ltd.
- Blue Harvest LLC
- K2 Co., Ltd.
- Capcom Entertainment France, SAS
- Enterrise Co., Ltd.

### Ex filiali
- A.C.A. Co., Ltd.
- Status Co., Ltd.
- Capcom Europe GmbH
- Capcom Mexico S.A. DE C.V.
- Capcom Coin-Op, Inc.
- Capcom Studio 8, Inc.
- Flagship Co., Ltd.
- Capcom Eurosoft, Ltd.
- Capcom Charbo Co., Ltd.
- Clover Studio Co., Ltd.

## Mascotte
La mascotte ufficiale della casa è il popolarissimo Mega Man, mentre Ryu di Street Fighter è utilizzato come mascotte solo per i videogiochi picchiaduro. Inizialmente la mascotte ufficiale della software house doveva essere Captain Commando (non a caso le prime tre lettere delle due parole formano la parola "CapCom") ma il gioco non ha riscosso sufficiente successo.